# 八路军总部办事处故县旧址
八路军总部办事处故县旧址，位于山西省长治市潞州区黄碾镇故县村，是中华人民共和国山西省文物保护单位之一。
2004年6月10日，授予山西省文物保护单位，是一座近代现代重要史迹和代表性建筑。